# (467185) 2016 EK116
(467185) 2016 EK116 es un asteroide perteneciente al cinturón de asteroides, descubierto el 10 de noviembre de 1999 por el equipo Spacewatch desde el Observatorio Nacional de Kitt Peak (Arizona, Estados Unidos).